# Rio Grosul
O Rio Grosul é um rio da Romênia, afluente do Mureş, localizado no distrito de Arad.